# Mawlynnong
Mawlynnong est un village de l'État de Meghalaya au nord de l'Inde.
Sa population est d'environ 500 habitants.
Il est particulièrement réputé pour sa propreté, et est considéré par certains medias comme le village le plus propre d'Asie,.
Le village est entièrement alimenté en énergie propre, notamment solaire.

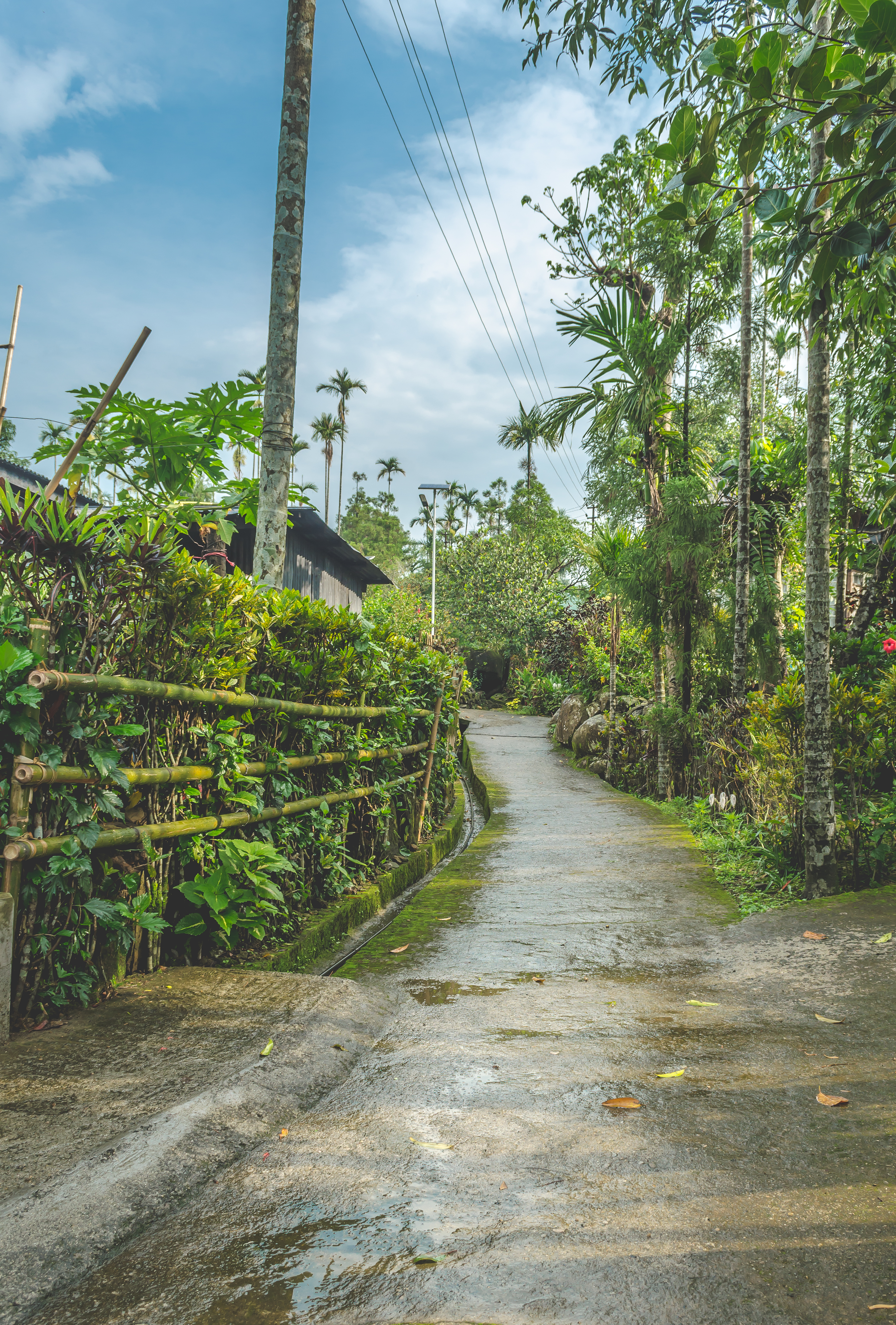
Une rue de Mawlynnong